# Cheironitis irroratus
Cheironitis irroratus är en skalbaggsart som beskrevs av Pietro Rossi 1790.
Cheironitis irroratus ingår i släktet Cheironitis och familjen bladhorningar. Inga underarter finns listade i Catalogue of Life.